# Rhamphostomella curvirostrata
Rhamphostomella curvirostrata är en mossdjursart som beskrevs av Charles Henry O'Donoghue 1923. Rhamphostomella curvirostrata ingår i släktet Rhamphostomella och familjen Romancheinidae. Inga underarter finns listade i Catalogue of Life.